# Devil's Knot (film)
Devil's Knot er en amerikansk biografisk film instrueret af Atom Egoyan fra 2013. Filmen er baseret på en sand historie, som bliver fortalt i Mara Leveritt bog af samme navn fra 2002, om tre teenagere kendt som West Memphis Three, som var dømt for at dræbe tre unge drenge og efterfølgende dømt til døden (Echols) og livsvarigt fængsel (Misskelley og Baldwin).

## Medvirkende
- Reese Witherspoon som Pamela Hobbs, mor til Stevie Branch
- Mireille Enos som Vicki Hutcheson
- Colin Firth som Ron Lax, privatdetektiv
- Dane DeHaan som Chris Morgan
- Jet Jurgensmeyer som Stevie Branch, et af ofrene
- Brandon Spink som Christopher Byers, et af ofrene
- Paul Boardman Jr. som Michael Moore, et af ofrene
- Kevin Durand som John Mark Byers, adoptivfar af Christopher Byers
- Bruce Greenwood  som dommer David Burnett , original dommer af retssagen
- Stephen Moyer som John Fogelman
- Elias Koteas som Jerry Driver
- Amy Ryan som Margaret Lax,  Ron Lax kone
- Alessandro Nivola som Terry Hobbs
- Kristopher Higgins som Jessie Misskelley Jr.
- James Hamrick som Damien Echols
- Seth Meriwether som Jason Baldwin
- Gary Grubbs som Dale Griffis
- Martin Henderson som Brent Davis
- Collette Wolfe som Gloria Shettles
- Kristoffer Polaha som Val Price
- Rex Linn som  Inspector Gary Gitchell
- Matt Letscher som Paul Ford
- Michael Gladis som Dan Stidham
- Brian Howe som  Detective McDonough
- Robert Baker som  Police Lieutenant Bryn Ridge
- Wilbur Fitzgerald som Tom